# Nazionale maschile under 18 di pallacanestro del Qatar
La nazionale di pallacanestro qatariota Under-18 è una selezione giovanile della nazionale qatariota di pallacanestro, ed è rappresentata dai migliori giocatori di nazionalità qatariota di età non superiore ai 18 anni.
Partecipa a tutte le manifestazioni internazionali giovanili di pallacanestro per nazioni gestite dalla FIBA.

## Partecipazioni

### FIBA AsiaBasket Under-18
- 1980 - 16°
- 1982 - 15°
- 1992 - 7°
- 1996 -  2°
- 1998 -  2°

- 2000 - 7°
- 2002 - 4°
- 2004 - 16°
- 2010 - 16°
- 2014 - 9°

- 2022 - 8°

## Formazioni
Template:Qatar di pallacanestro Under-18 ai campionati asiatici 2010